# Келкий
Келкий (рум. Călcâi) — село у повіті Бакеу в Румунії. Входить до складу комуни Ойтуз.
Село розташоване на відстані 200 км на північ від Бухареста, 47 км на південний захід від Бакеу, 130 км на південний захід від Ясс, 140 км на північний захід від Галаца, 97 км на північний схід від Брашова.

## Населення
За даними перепису населення 2002 року у селі проживали 494 особи, усі — румуни. Усі жителі села рідною мовою назвали румунську.